# Elecciones presidenciales de Estados Unidos de 2024 en Tennessee
Las elecciones presidenciales de Estados Unidos de 2024 en Tennessee se llevaron a cabo el 5 de noviembre de 2024, como parte de las elecciones presidenciales de Estados Unidos de 2024. Los votantes de Tennessee eligieron a los once electores que los representarían en el Colegio Electoral mediante votación popular.
Un estado sureño cubierto enteramente por el Cinturón Bíblico, ningún demócrata ha ganado los votos electorales de Tennessee desde Bill Clinton en 1996. Se esperaba que Tennessee votara por Trump por un amplio margen en 2024.
El candidato independiente Robert F. Kennedy Jr. reunió las firmas necesarias para calificar para la boleta.

## Resultados

### Generales
| Partido                              | Partido                        | Candidato                        | Votos     | %     |
| ------------------------------------ | ------------------------------ | -------------------------------- | --------- | ----- |
|                                      | Republicano                    | Donald Trump                     | 1,964,499 | 64.09 |
|                                      | Demócrata                      | Kamala Harris                    | 1,055,039 | 34.42 |
|                                      | Independiente                  | Robert F. Kennedy Jr. (retirado) | 21,511    | 0.70  |
|                                      | Verde                          | Jill Stein                       | 8,953     | 0.29  |
|                                      | Independiente                  | Jay Bowman                       | 5,855     | 0.19  |
|                                      | Socialismo y Liberación        | Claudia De la Cruz               | 3,451     | 0.11  |
|                                      | Socialista de los Trabajadores | Rachele Fruit                    | 985       | 0.03  |
| Escritos                             | Escritos                       | Escritos                         | 4,692     | 0.15  |
|                                      |                                |                                  |           |       |
| Total                                | Total                          | Total                            | 3,064,985 | 100   |
| Participación                        |                                |                                  |           |       |
| Registrados                          |                                |                                  |           |       |
|                                      |                                |                                  |           |       |
| Fuente: Tennessee Secretary of State |                                |                                  |           |       |

### Por condado
|            | Trump Republicano | Trump Republicano | Harris Demócrata | Harris Demócrata | Total       | Margen  | Margen |
| Condado    | Votos             | %                 | Votos            | %                | Total       | Votos   | %      |
| ---------- | ----------------- | ----------------- | ---------------- | ---------------- | ----------- | ------- | ------ |
| Anderson   | 24,537            | 67.25             | 11,510           | 31.54            | 36,488      | 13,027  | 35.71  |
| Bedford    | 15,752            | 78.50             | 4,119            | 20.53            | 20,066      | 11,633  | 57.97  |
| Benton     | 5,880             | 81.08             | 1,315            | 18.13            | 7,252       | 4,565   | 62.95  |
| Bledsoe    | 5,254             | 84.87             | 891              | 14.39            | 6,191       | 4,363   | 70.48  |
| Blount     | 50,646            | 73.24             | 17,642           | 25.51            | 69,147      | 33,004  | 47.73  |
| Bradley    | 38,818            |                   | 9,852            |                  | 49,228      | 28,966  |        |
| Campbell   | 13,111            |                   | 2,305            |                  | 15,524      | 10,806  |        |
| Cannon     | 5,682             |                   | 1,132            |                  | 6,881       | 4,550   |        |
| Carroll    |                   |                   |                  |                  | En curso... |         |        |
| Carter     |                   |                   |                  |                  | En curso... |         |        |
| Cheatham   |                   |                   |                  |                  | En curso... |         |        |
| Chester    |                   |                   |                  |                  | En curso... |         |        |
| Clairborne |                   |                   |                  |                  | En curso... |         |        |
| Clay       |                   |                   |                  |                  | En curso... |         |        |
| Cocke      |                   |                   |                  |                  | En curso... |         |        |
| Coffee     |                   |                   |                  |                  | En curso... |         |        |
| Crockett   |                   |                   |                  |                  | En curso... |         |        |
| Cumberland |                   |                   |                  |                  | En curso... |         |        |
| Davidson   | 101,899           | 35.24             | 181,364          | 62.72            | 289,163     | -79,465 | -27.48 |
| Decatur    |                   |                   |                  |                  | En curso... |         |        |
| DeKalb     |                   |                   |                  |                  | En curso... |         |        |
| Dickson    |                   |                   |                  |                  | En curso... |         |        |
| Dyer       |                   |                   |                  |                  | En curso... |         |        |
| Fayette    |                   |                   |                  |                  | En curso... |         |        |
| Fentress   |                   |                   |                  |                  | En curso... |         |        |
| Franklin   |                   |                   |                  |                  | En curso... |         |        |
| Gibson     |                   |                   |                  |                  | En curso... |         |        |
| Giles      |                   |                   |                  |                  | En curso... |         |        |
| Grainger   |                   |                   |                  |                  | En curso... |         |        |
| Greene     |                   |                   |                  |                  | En curso... |         |        |
| Grundy     |                   |                   |                  |                  | En curso... |         |        |
| Hamblen    |                   |                   |                  |                  | En curso... |         |        |
| Hamilton   |                   |                   |                  |                  | En curso... |         |        |
| Hancock    |                   |                   |                  |                  | En curso... |         |        |
| Hardeman   |                   |                   |                  |                  | En curso... |         |        |
| Hardin     |                   |                   |                  |                  | En curso... |         |        |
| Hawkins    |                   |                   |                  |                  | En curso... |         |        |
| Haywood    | 3,285             | 49.39             | 3,310            | 49.77            | 6,650       | -25     | -0.38  |
| Henderson  |                   |                   |                  |                  | En curso... |         |        |
| Henry      |                   |                   |                  |                  | En curso... |         |        |
| Hickman    |                   |                   |                  |                  | En curso... |         |        |
| Houston    |                   |                   |                  |                  | En curso... |         |        |
| Humphreys  |                   |                   |                  |                  | En curso... |         |        |
| Jackson    |                   |                   |                  |                  | En curso... |         |        |
| Jefferson  | 21,041            |                   | 4,499            |                  | 25,784      | 16,542  |        |
| Johnson    | 6,822             |                   | 1,211            |                  | 8,094       | 5,611   |        |
| Knox       |                   |                   |                  |                  | En curso... |         |        |
| Lake       |                   |                   |                  |                  | En curso... |         |        |
| Lauderdale |                   |                   |                  |                  | En curso... |         |        |
| Lawrence   |                   |                   |                  |                  | En curso... |         |        |
| Lewis      |                   |                   |                  |                  | En curso... |         |        |
| Lincoln    | 13,190            |                   | 2,779            |                  | 16,106      | 10,411  |        |
| Loudon     |                   |                   |                  |                  | En curso... |         |        |
| Macon      |                   |                   |                  |                  | En curso... |         |        |
| Madison    |                   |                   |                  |                  | En curso... |         |        |
| Marion     |                   |                   |                  |                  | En curso... |         |        |
| Marshall   | 12,414            |                   | 3,389            |                  | 15,949      | 9,025   |        |
| Maury      |                   |                   |                  |                  | En curso... |         |        |
| McMinn     |                   |                   |                  |                  | En curso... |         |        |
| McNairy    |                   |                   |                  |                  | En curso... |         |        |
| Meigs      |                   |                   |                  |                  | En curso... |         |        |
| Monroe     |                   |                   |                  |                  | En curso... |         |        |
| Montgomery |                   |                   |                  |                  | En curso... |         |        |
| Moore      |                   |                   |                  |                  | En curso... |         |        |
| Morgan     |                   |                   |                  |                  | En curso... |         |        |
| Obion      |                   |                   |                  |                  | En curso... |         |        |
| Overton    |                   |                   |                  |                  | En curso... |         |        |
| Perry      |                   |                   |                  |                  | En curso... |         |        |
| Pickett    |                   |                   |                  |                  | En curso... |         |        |
| Polk       |                   |                   |                  |                  | En curso... |         |        |
| Putnam     |                   |                   |                  |                  | En curso... |         |        |
| Rhea       |                   |                   |                  |                  | En curso... |         |        |
| Roane      |                   |                   |                  |                  | En curso... |         |        |
| Robertson  |                   |                   |                  |                  | En curso... |         |        |
| Rutherford |                   |                   |                  |                  | En curso... |         |        |
| Scott      |                   |                   |                  |                  | En curso... |         |        |
| Sequatchie |                   |                   |                  |                  | En curso... |         |        |
| Sevier     |                   |                   |                  |                  | En curso... |         |        |
| Shelby     | 118,847           | 36.42             | 201,634          | 61.79            | 326,301     | -82,787 | -25.37 |
| Smith      |                   |                   |                  |                  | En curso... |         |        |
| Stewart    |                   |                   |                  |                  | En curso... |         |        |
| Sullivan   |                   |                   |                  |                  | En curso... |         |        |
| Summer     |                   |                   |                  |                  | En curso... |         |        |
| Tipton     |                   |                   |                  |                  | En curso... |         |        |
| Trousdale  |                   |                   |                  |                  | En curso... |         |        |
| Unicoi     |                   |                   |                  |                  | En curso... |         |        |
| Union      |                   |                   |                  |                  | En curso... |         |        |
| Van Buren  |                   |                   |                  |                  | En curso... |         |        |
| Warren     |                   |                   |                  |                  | En curso... |         |        |
| Washington |                   |                   |                  |                  | En curso... |         |        |
| Wayne      |                   |                   |                  |                  | En curso... |         |        |
| Weakley    |                   |                   |                  |                  | En curso... |         |        |
| White      |                   |                   |                  |                  | En curso... |         |        |
| Williamson |                   |                   |                  |                  | En curso... |         |        |
| Wilson     |                   |                   |                  |                  | En curso... |         |        |